# اورتگا (فلوریدا)
اورتگا (به انگلیسی: Ortega) یک منطقهٔ مسکونی در ایالات متحده آمریکا است که در جکسون‌ویل، فلوریدا واقع شده‌است. این شهر یکی از ثروتمندترین محله‌های جکسونویل است و جایگاه بسیاری از خانه‌ها و ساختمان‌های تاریخی است.